# Ponana fuscara
Ponana fuscara är en insektsart som beskrevs av Delong och Martinson 1980. Ponana fuscara ingår i släktet Ponana och familjen dvärgstritar. Inga underarter finns listade i Catalogue of Life.